# YIMBY
YIMBY (akronim ang. Yes, In My Back Yard – tak, na moim podwórku) – potoczne, lecz ostatnio również coraz bardziej rozpowszechnione w literaturze, określenie opisujące postawy ludzi, którzy zgadzają się na pewne inwestycje w swoim sąsiedztwie, potrzebne dla dobra ogólnego, pomimo iż są one niekorzystne dla nich samych. 
Przykładem YIMBY może być zgoda na budowę dróg o dużym natężeniu ruchu w pobliżu domostw ludzi prezentujących postawę YIMBY, które to drogi staną się uciążliwe dla nich, lecz są potrzebne społeczności danego terenu, a i będą dla nich też przydatne, choć nie niezbędne. Postawa YIMBY jest coraz częściej popierana ekonomicznie, przykładowo dana społeczność (np. gmina) może odnieść duże korzyści, jeśli zgodzi się na lokalizację na swoim terenie niekorzystnego obiektu (zakładu przemysłowego, elektrowni, kopalni, spalarni odpadów itd.). Niekiedy profity te nie są nawet związane z bezpośrednimi funduszami, lecz mogą być pozytywnym skutkiem danej niekorzystnej inwestycji odsuniętym w czasie (np. wzrost liczby miejsc pracy i dochodów z turystyki i hotelarstwa po zgodzie i wybudowaniu w pobliżu lotniska).
Przeciwieństwem YIMBY jest NIMBY.

## Pokrewne akronimy
- PIMBY – ang. please in my backyard[2]